# フル スペクトラム ウォリアー
『フル スペクトラム ウォリアー』 (Full Spectrum Warrior) は、米Pandemic Studiosが開発し、THQが発売したリアルタイム式戦術シミュレーションゲーム及びそれを第1作とするコンピュータゲームシリーズである。『FSW』と略される。

## 作品概要
このソフトは元来アメリカ陸軍の要請を受け、南カリフォルニア大学のICT（創造技術研究所：米陸軍が出資した研究機関）およびPandemic Studiosにより開発されたFull Spectrum Commandという兵士訓練用のMOUT（市街戦）シミュレータが原型となっている。アメリカの税金を使って開発されたソフトではあったが、版権はICTおよびPandemic Studiosに残されたため、これを元にゲームソフトとしてアレンジされ、Xbox用に開発されたのが本作である。また本作は後にWindowsやPlayStation 2へも移植されている。直接ではないとはいえ、税金を使って開発されたソフトが元になってゲーム商品が作られたことは一部で論議を呼んでいる。
ちなみに同様にアメリカ陸軍絡みで開発されたゲームとしては他に、America's ArmyやPrism: Guard Shield（en・日本未発売のFPSで、州兵訓練プログラムから派生したもの）などの例がある。古くはボードゲームのウォー・シミュレーションゲームにも同様の例がある。
2008年10月より、海外のダウンロードサイト「Big Download」にてシリーズ第1作目（英語版）の無料配布が開始された。

## 作品シリーズ
- フル スペクトラム ウォリアー（Full Spectrum Warrior）

日本語版発売元：マイクロソフト（Xbox版）
- フル スペクトラム ウォーリア（Full Spectrum Warrior）

日本語版発売元；メディアクエスト（Windows版）
- フル スペクトラム ウォリアー（Full Spectrum Warrior）

日本語版発売元：セガ（PS2版）
- フル スペクトラム ウォリアー2 テン ハンマーズ（Full Spectrum Warrior: Ten Hammers）

日本語版発売元：セガ（Windows XP版、PS2版）
- フル スペクトラム ウォリアー モバイル（Full Spectrum Warrior MOBILE）

※THQ Wireless提供の携帯電話向けアプリ。但し他PC・コンシューマ版とは画面構成などが著しく異なる。
※日本語版では、メディアクエスト版と他社とでタイトル表記が異なることに注意が必要である。

## プレイ上の概要・特徴
- 中東の架空国家ジーキスタンを舞台に、暴虐を奮う独裁者アルアファド政権打倒のため侵攻したNATO軍に参加したアメリカ陸軍チャーリー90（‐ナインティ、C90）小隊の活躍を描く市街戦シミュレーションゲームである。
- プレイヤーは戦闘の進行に伴って次々と指示される戦術目標を目指し、部隊を指揮する。一方、C90小隊隊員が2名以上負傷により昏倒するか、隊員が戦死するか、味方兵士や一般人などを誤射した場合にゲームオーバーとなる。
- C90小隊は以下4種の役割各1名から成るチーム2個より構成され、それぞれ「アルファチーム」（Aチーム）「ブラボーチーム」（Bチーム）と呼称される。ゲーム進行により特殊兵（狙撃兵や工作兵など）1～2名から成る「チャーリーチーム」（Cチーム）が加わる場面もある。

チームリーダー（TL）
チームの指揮官で、プレイヤーからの指示を部下に伝えるほか、部隊を守るため自発的に命令を出すこともある。遮蔽物の陰から向こう側を偵察したり、突撃時には先頭を走る。また、ナビゲーションGPSや無線機などの特殊装備を扱う。
マシンガン兵（AR）
M249 SAWを所持する、次席指揮官。通常火力が最も強く、チームリーダー戦闘不能時にはチームの指揮を執る。
グレネード兵（G）
M203 グレネードランチャーを装着したMクラスライフルを所持し、命中すると炸裂する特殊弾を撃つことができる。手榴弾を投擲するより遠くを狙い撃つことができ、車両などの遮蔽物ごと敵を攻撃することも可能。
ライフル兵（R）
チームの中では最も新兵に近く、通常戦闘では命令に従って射撃を行う。負傷者が出た場合、応急手当をした上で背負ってCASEVAC（戦時救護所）まで運ぶ役割もある。なお、ライフル兵が負傷した場合、別の兵士が運搬の役割を負う。
- 操作は方向パッド（Windows版ではマウス）を中心に幾つかのキーを組み合わせて行い、簡易な割に複雑な動作が行えるのが特徴。一方、画面表示は隊員（初期設定ではいずれかのチームリーダー）の背後から戦場を望む形となるため、遠方への移動操作が行いにくいなどの面もある。なお、表示は全て3DCG。
- こうした画面構成のため、上述の様に「第三者視点のFPSの様だ」との指摘があるが内容は全く異なり、展開はすこぶる緩やかである。即ち、1名の敵をC90小隊のチーム4名が一斉攻撃しているのに全く倒せない状況などが度々生じる。これを打開するには一方のチームが敵を引きつけながら残るチームを敵の側面などに前進させて攻撃をする、などの戦術を要求される。故に“敵をバリバリ倒してサクサク進む”といったカタルシスを求めるプレイヤーには不向きである。
- 本来訓練用プログラムであったためか、C90小隊の進撃路は極めて限られ、また敵も多くは出現しない。この意味からもFPSやアクションゲーム的な楽しみは無い。あくまで“遮蔽物の陰に潜む敵を、限られた弾薬でいかに排除するか”というストイックな戦術を楽しむゲームである。
- ゲーム進行の記録保存、いわゆる「セーブ」はプレイヤーの任意では行えず、ゲーム中の特定地点でのみ行うことができる。当該地点には星を象ったオブジェクトが配置され、その周辺円内にA・B両チームを移動させれば自動的に保存される（保存可能地点に接近すると「状況報告せよ」と無線が入り、保存時はこれに応じる形の報告ムービーが演出される）。1つの地点では一度きりしか保存できないが、保存可能地点を一旦通過した上でゲームを進め、再び戻って保存を行うことは可能。なお、保存可能地点は初回ゲーム開始時の難易度選択により増減し、難易度が高いほど保存可能地点が減少する。

## 登場人物
※以下の内容は全てフィクションである。

### チャーリー90小隊

#### アルファチーム
サンティアゴ（チャド）・ガルシア・メンデス軍曹
チームリーダー、32歳。通称“アイアンマン”。フロリダ州マイアミ出身のキューバ系移民2世。従軍歴10年を数える生粋の陸軍兵士であり、熱心なボディビルダーでもある。妻と2人の子どもが居り、彼は子煩悩な父親でもある。
アンドレ・エリス・デヴェロー伍長
マシンガン兵、26歳。通称“クローダディ”。ルイジアナ州バトンルージュ出身のアフリカ系アメリカ人。大学奨学金を得るため従軍して4年を数え、ジーキスタンから帰国後はレストラン開業を夢見ている。
アレキサンダー・アイザック・シルバーマン上等兵
グレネード兵、21歳。通称“フィリー”。ペンシルベニア州フィラデルフィア出身のユダヤ人。様々な問題を抱える家庭に育ったためか、隊内屈指の問題児で、うぬぼれ屋でもある。
アッシャー・アリ・シャハディ二等兵
ライフル兵、26歳。通称“ラビット”。カリフォルニア州バーバンク出身のアラブ系アメリカ人。裕福な家庭に育ち法学に興味を持つ青年で、敬虔なイスラム教徒であり、厳格なベジタリアン。ジーキスタンにおける現地語を含む中東の幾つかの言語を話すことができる。

#### ブラボーチーム
エリック・ルイス・ウィリアムズ軍曹
チームリーダー、38歳。通称“ファズ”。ニューヨーク州ニューヨーク出身のアフリカ系アメリカ人。POST（Peace Officer Standards and Training：警察能力認定資格）取得者で、15年間、警察官勤務を続けながら陸軍予備役兵任務をこなす。9・11テロ事件の際には現場付近で救助活動を行い、アフガニスタン戦争、イラク戦争にも従軍した。ヘルメットの後頭部に「NYPD（New York City Police Department (en)：ニューヨーク市警察の略号）」と記し、戦場にあっても治安維持に熱心。妻と2人の子どもが居る。
マイケル・フランシス・ピッコリ伍長
マシンガン兵、22歳。通称“ノヴァ”。ニュージャージー州ニューアーク出身のアイルランド系イタリア人。姉4人を持つためダンスや裁縫・料理が得意な一方、色男の風貌に違わぬ極度の女ったらしでもあり、通称の「ノヴァ」も実は「カサノヴァ」に由来する。俳優を志している。
デイビッド・ダニエル・シメンスキー上等兵
グレネード兵、21歳。通称“デルタボーイ”。モンタナ州ヘレナ出身のコーカサス人。警察関係者の両親を持ち、NRA（National Rifle Association (en)：全米ライフル協会）にも所属する、いわば銃器オタク。イラク戦争にも従軍、これまでの人生でそこが最も楽しかったと公言している。従軍前にハイスクール以来の恋人と結婚した（両チームリーダーを除く唯一の既婚兵士）。特殊部隊に憧れており、レンジャー部隊や狙撃兵などを見ると興奮する。
サミュエル・ジェイ・オータ二等兵
ライフル兵、20歳。通称“ギジェット”。ハワイ州ホノルル出身のポリネシア人。日本で言うところのオタク気質を持つ青年で、コンピュータゲームと車が趣味。9種類のキャラクターを全身にタトゥーとしているほど。基地でも家庭用ゲーム機などを楽しんでいる様で、Windows版ではゲーム中、（本作が先行発売された）Xboxで遊ぶことを楽しみにしている発言をする。

### アメリカ軍
デヴィット・フィリップス中尉
通称“ホーマー”。コールサインは「チャーリー32」。生粋の職業軍人で、C90小隊をはじめとする「チャーリー中隊」（C中隊）を指揮する。ゲームでは要所にハンヴィーやM2ブラッドリー歩兵戦闘車などに搭乗して現れ、C90小隊隊員たちに任務を伝える。
チャップマン空軍中尉
アメリカ空軍偵察ヘリの女性パイロット。コールサインは“デルタ40”。C90小隊の要請に応じて任務地域を上空から偵察、確認した敵位置をチームリーダーのナビゲーションGPSに送信する。呼び出せる回数には制限があり、状況によっては偵察要請を却下される場合もある。

### ジーキスタン
モハメド・ジャブール・アルアファド
ジーキスタン指導者。第2次世界大戦前、レバノン生まれ。家庭が裕福だったため欧米で教育を受け、1970年代後半、パキスタンを経てアフガニスタンでの戦闘においてムジャーヒディーンの一員として頭角を現す。この際、CIAによる訓練を受けていた。後に逃げ込んだ近隣のジーキスタンにて「ジーキスタン解放戦線（ZLF）」での活躍により英雄視され、西欧諸国の妨害を受けつつも圧倒的な支持を受け実権を掌握した。独裁的な政権を築いた彼は独自の過激な原理主義に基づく政策を推し進め、外国人の排斥・迫害を行い、中でも少数民族ゼキ族に対する虐殺や強制避妊など非人道的な「民族浄化」の動きは、1996年頃より国連でも問題視されるようになった。国際的な非難が高まる中、国連による制裁で貧困や飢餓が増大、これに対しアルアファドは、アメリカによる一連のテロとの戦いにおいてアメリカと対峙したターリバーンやイラク政府支持者などを招聘、隠匿した上でテロリスト養成を開始する。この情報が西側諸国にもたらされ、ついに2004年9月30日、NATO軍がジーキスタン南部への侵攻を開始することとなった。

## フル スペクトラム ウォリアー2 テンハンマーズ
『フル スペクトラム ウォリアー2 テンハンマーズ』は、上記『フル スペクトラム ウォリアー』の続編。

## 概要
- アルアファド政権崩壊後に起きた地方都市での内戦における、抵抗勢力に対する戦闘を描く。こうした戦闘の推移にも現実のアメリカ軍による一連の「テロとの戦い」と同様の流れを窺うことができる。一部隊の戦闘を追う形でゲームが進んでいた前作と異なり、今回は内戦に巻き込まれたアメリカ陸軍・ダニエルズ軍曹を巡る物語を追う形でシナリオが進行するため、プレイヤーが操作する部隊も次々と変化するのが特色となっている。なお、プレイヤーが操作するチームは複数のアメリカ陸軍チームの他、国連派遣部隊に属するイギリス陸軍チームをも含む。また、前作のチーム編制はその後改められた設定らしく、「チャーリー90」というチーム呼称は消失している。
- この作品は前作の続編に当たるが追加シナリオではないので、単独でプレイすることが可能である。但し、物語の構成上、前作をプレイしていないとストーリーが把握しにくい面がある。
- 前作では独立メニューとして設けられていたチュートリアルが無く、戦術教練と称する動画により各システムの説明が行われる他、キャンペーンシナリオの序盤に新兵チームによる実戦訓練の名目で戦闘を進めながら大まかな操作説明が行われる程度である。これは、前作が開戦から扱っていたため訓練キャンプの名目でチュートリアルを盛り込めたのに対し、今回は兵士たちが既に戦場に居ることによるシナリオ的都合や前作プレイヤーを前提としたためと考えられる。この点からも、予め前作をプレイしておくことが望ましいと言える。
- 前作と比べて非常に多くの追加要素が加わり、戦術の幅が大きく広がった。一方、そうした追加動作などを実現するために操作手順が若干煩雑になってしまっている。追加要素としては、主に以下の点が挙げられる。
  - 一部ステージにおいてハンヴィーやM2ブラッドリー歩兵戦闘車などを指揮下に入れて使用できる。これら車両は1輌で1チームを構成し、装甲により敵歩兵の銃撃で破壊されず搭載武器による強力な攻撃ができる一方で、敵のRPGなどに対し脆弱である。
  - 4人の「チーム」を、さらに2人の「バディチーム」に分割することができる。
  - 前作ではアルファ（A）、ブラボー（B）、チャーリー（C）の最大3チームだったのに対し、今回はデルタ（D）チームを加え最大4チームを指揮することができる。
  - 一部の建物に突入し、屋内で交戦したり、二階の窓から敵を攻撃するなどが可能。
  - マルチプレイでは、前作が各自チームを担当しての協力（Coop）プレイのみだったのに対し、今回は多国籍軍側と抵抗勢力側に分かれての対戦プレイも可能となっている。
  - 「拠点」の要素が加わった。これは随所に設けられたドア付きの建物であり、シングルシナリオではこれを見つけ次第、爆発物によって破壊しておかないと新たな敵が出現する。マルチプレイでは多国籍軍にとっては戦時救護所として、抵抗勢力にとっては新兵補充の場所として確保すべき目的物となる。
  - 兵士が負傷した場合のCASEVACにおける演出が変更され、前作では同一の兵士がそのまま復帰していたのに対し、今回は負傷兵はCASEVACにて退場し、代わりの兵士が補充されるものになっている。また、前作の様な各兵士のコールサインや、取扱説明書やムービーにおけるキャラクター紹介なども廃されている。これらにより前作に見られたキャラクター性は失われている（但し、メンデス軍曹など前作の兵士も一部ステージに登場する）。

## 登場人物

### プレイヤー操作チーム
※以下に挙げる兵士の名称は全て初期メンバーのものである。これらは負傷・戦死してCASEVACへ移送されると新たな別名の兵士と入れ替わる。各兵士の役割は特記しない限り、軍曹がチームリーダー、伍長はマシンガン兵、上等兵はグレネード兵、二等兵はライフル兵である。
アメリカ陸軍3-1小隊アルファ（A）チーム
メンデス軍曹、デヴェロー伍長、シルバーマン上等兵、シャハディ二等兵という、前作におけるチャーリー90小隊アルファチームメンバーで構成される。第1章にて危険を顧みずダニエルズ軍曹の捜索、救助を試みる。
アメリカ陸軍3-1小隊ブラボー（B）チーム
ランドルフ軍曹、ティルガー伍長、スミス上等兵、ディグス二等兵で構成される。彼らはこれが初の実戦であり、第1章第1ステージ前半では実戦訓練としてキム上等兵・ドワイト技術兵の指導を受けつつ、単独のアルファチームとして行動する（これがプレイヤーに対するチュートリアルとなっている）。その後、メンデス軍曹らと合流してからはブラボーチームとして彼らと共にダニエルズ軍曹の捜索に当たる。
イギリス陸軍エブリマン小隊
シムズ軍曹、ナイハル伍長、オコナー上等兵、クロス二等兵から成るAチームと、ハイド軍曹、ジョーンズ伍長、ブラック上等兵、ルイス二等兵から成るBチームにより構成される。第2章にて、ハッサンの武装蜂起に際して要衝・ティエン・ハミール橋確保に向かう途中、ダニエルズ軍曹より救援を求められる。シムズ軍曹は慎重かつ冷静なリーダーであり、一方ハイド軍曹は勇気溢れる熱血漢として描かれている。
アメリカ陸軍1-1小隊（第3章）
マクエルウィン軍曹、レフコヴィッツ伍長、ベルナルド上等兵、ラミレズ二等兵から成るAチームと、ウィリアムズ軍曹及びシメンスキー二等兵から成るBチームで構成される。第3章にて、ダニエルズ軍曹と行動を共にする。なお、この小隊のブラボーチームは、前作におけるチャーリー90小隊ブラボーチームの一部により構成され、シメンスキー二等兵はマシンガン兵の役割を担う。
アクメッド・アブダラ
ジーキスタンの民間人。白地に青く「3」と描かれたシャツを着ている。ダニエルズ軍曹から野球を教わっていた青年で、ハッサンの武装蜂起に際して軍曹の協力者となる。第3章第1ステージにおいて、彼単独のチャーリーチームとして登場する。ムジャーヒディーンとは顔見知りであるらしく、遠距離であれば彼らの視界内に居ても攻撃を受けないため、偵察要員として活躍する。
アメリカ陸軍1-1小隊（第4章）
ヘイルズ伍長（チームリーダー）、マルツ二等兵（マシンガン兵）から成るAチームと、ヌンネズ伍長（チームリーダー）、ジェンセン二等兵（マシンガン兵）から成るBチームで構成される。第4章にて混乱の中、ダニエルズ軍曹により再編制された部隊。第2ステージではロケットランチャーを携えたベイツ伍長が加わり、また第3ステージではAチームにホブソン二等兵（グレネード兵）、オレット二等兵（ライフル兵）、Bチームにピッコリ伍長（グレネード兵）、オータ二等兵（ライフル兵）が加わる。Bチームに途中から加わる2人は、前作におけるチャーリー90小隊ブラボーチームの一部である。

### その他の人々
エリック・ダニエルズ軍曹
カーディマンに駐留するチームを率いていたアメリカ陸軍兵士。「正しいことをしていれば、物事は必ず良い方向へ向かう」が信条の前向きな考え方を持つ好漢で、友人も多かった。ジーキスタンの人々に野球を教えるなど交流に務めていたが、ハッサンが武装蜂起した際、うかつにも警戒を怠り、歩哨に立たせていた部下・サドラー二等兵を奇襲により殺されてしまう。その償いのため、残る仲間のレフコヴィッツ伍長、マクエルウィン軍曹、ウィリアムズ軍曹らと共に行動を開始した。彼はこの作品におけるキーパーソンであり、物語は彼が内戦に巻き込まれていった過程やその中で彼が取った行動、彼を支援しようとした人々の姿を描く。
ジャレット・スティーブンス
アメリカの民間テレビ局特派員。元々はアルアファド政権崩壊後、平和維持のため駐留する多国籍軍と現地市民との間の交流を取材するためカーディマンを訪れた。ダニエルズ軍曹をその良き対象として取材を行っていたがハッサンの武装蜂起に伴う戦闘に巻き込まれる。彼はこの作品における語り部的存在で、ダニエルズ軍曹を巡る物語を自身が取材した映像などを交えながらプレイヤーに語っていく。またゲーム序盤、実戦訓練を行うランドルフ小隊（プレイヤー）に随行し、ナレーションの形でプレイヤーに操作上のアドバイスや解説を行う。
ムラー・アブドル・ハッサン
抵抗勢力の指導者。アルアファド政権崩壊後、ムジャーヒディーンを煽動して集結させ、ついにティエン・ハミール州の州都カーディマンにおいて武装蜂起、市内の占拠を呼びかけた。これに対し、同州を実質支配していた分離主義者・アンセル・アル・ライード一派が反発し蜂起、内戦状態となる。この事態を重く見た同州知事・アンドレイ・ザキロフは駐留国連軍に両派の仲介を要請、こうしてアメリカ軍・イギリス軍を中心とする多国籍軍は、新勢力間の仲介を行うと共に、治安維持のため進撃を開始した。
フレデリクス大尉
プレイヤーが操作する部隊のうち、アメリカ軍部隊の司令官。前作におけるフィリップス中尉同様の位置づけで、「戦術教練」ムービーなどでのナレーションも行うが前線に出てくることは無く、ゲーム中では無線による声のみ登場する。
スミスソン大尉
プレイヤーが操作する部隊のうち、イギリス軍部隊の司令官。指揮下には歩兵部隊のほか、砲兵隊も収める。同時に進撃するアメリカ軍に対抗意識を抱き功名心に奔るなど、指揮官として問題のある人物。